# Bibio subrotundus
Bibio subrotundus är en tvåvingeart som beskrevs av Yang 1995. Bibio subrotundus ingår i släktet Bibio och familjen hårmyggor.
Artens utbredningsområde är Zhejiang (Kina). Inga underarter finns listade i Catalogue of Life.